# 1760

## Събития
- Джордж III идва на власт в Англия

## Родени
- Алекси Рилец, български архитект
- Хокусай, художник и гравьор
- 10 май – Йохан Петер Хебел, немски писател и педагог († 1826 г.)
- 30 ноември – Сеишу Ханаока, японски лекар

## Починали
- 29 април – Партений Павлович, български книжовник